# Ансго де Пушей
Ансго де Пушей  (фр. Ansgot du Pucheuil; fl. 1063 — 1093), — нормандский рыцарь  второй половины XI в., один из главных соратников графа Рожера де Отвиля во время нормандского завоевания сицилийского эмирата.

## История
Родом из области Пушей (фр. Pucheuil, лит. Puteolis), в восточной части герцогства Нормандия, примерно в тридцати километрах к северо-востоку от Руана. Время появления в Италии неизвестно. Принимал участие в нормандском завоевании Сицилии. В 1063 году, командовал одним из отрядов нормандских рыцарей во время битвы при Черами наряду с Русселем де Байолем и Серло Отвильским. В этом бою, 136 рыцарей-норманнов победили армию из 50 000 мусульман.
Служа братьям Рожеру, графу Сицилии и Роберу Гвискару, графу Апулии и Калабрии, Ансго стал важной персоной при графском дворе в Палермо. В 1071 году совместно с Серло Отвильским получил во владение половину Сицилии, завоевание которой еще не было завершено.
В 1079 прославился во время штурма Таормина армией графа Рожера Сицилийского.
Последнее упоминание об Ансго относится к январю 1093, когда последний подписал от имени графа Рожера свидетельство, учреждающее аббатство Святой Троицы в Милето (Калабрия).
Примерно в то же время появляется упоминание некого Хуго де Пушей (Hugo de Pucheuil, Hugo de Puteolis), барона при графском  дворе в Палермо, возможно бывшего братом либо сыном Ансго.

## Внешние ссылки
- (фр.) Arisgot du Pucheuil, dans : Roberto il Guiscardo e il suo tempo: atti delle prime giornate normanno-sveve, Università di Bari. Centro di studi normanno-svevi. Dedalo, 1991. ISBN 88-220-4141-0